# Wilhelminenhofstraße 46
Das Wohnhaus Wilhelminenhofstraße 46 (früher: Beamtenwohnhaus Wilhelminenhofstraße) ist ein Wohn-, Geschäftshaus und ein Baudenkmal im Berliner Ortsteil Oberschöneweide des Bezirks Treptow-Köpenick.

## Geschichte
Im Jahr 1905 hat die Allgemeine Elektricitäts-Gesellschaft (AEG) in der Wilhelminenhofstraße 46 gegenüber dem Kraftwerk Oberspree ein Wohnhaus errichten lassen für die Beamten und Ingenieure. Das denkmalgeschützte Wohnhaus reiht sich in die einheitliche Bebauung der nördlichen Straßenseite zwischen Wohnhäusern ein und besteht aus einem Vorderhaus und einem Seitenflügel. Der Architekt Gottfried Klemm war für die AEG tätig und wurde mit der Gestaltung des Wohnhauses beauftragt. Klemm plante für das viergeschossige Wohnhaus eine repräsentative, aber zurückhaltende Putzfassade zur Wilhelminenhofstraße. Im Erdgeschoss wurden drei große Bogenfenster für die Laden- und Geschäftsräume neben dem seitlichen Eingang angebracht und im Obergeschoss wurde die Fensterachse durch Loggien zusammengefasst. Außerdem wurden die Fenster nachträglich verglast. Die zweite Fensterachse ist durch ein Giebelfeld überfangen, außerdem befinden sich in der dritten Achse schmale dreieckige Erker, die sich an die Balkone anschließen. Alle Fenster und Fassadenelemente wurden durch glatte Putzflächen eingerahmt, die in Naturstein imitiert sind. Die Brüstungen sind mit gotisierenden Formen ausgestattet und an dem Fries unter der Dachtraufe finden sich Elemente des Jugendstils wieder.